# NGC 92
NGC 92 je spirální galaxie v souhvězdí Fénix. Její zdánlivá jasnost je 12,9 m a úhlová velikost 1,9′ × 0,9′. Je vzdálená 141 milionů světelných let, průměr má 80 000 světelných let. Deformace její tvaru, zejména 100 000 světelných let dlouhé prodloužení spirálního ramene, je pravděpodobně způsobena gravitačním působením blízkých galaxií. Galaxie je členem skupiny galaxií Robertsova kvartetu spolu s NGC 87, NGC 88 a NGC 89. Objevil ji 30. září 1934 John Herschel.